# Ракел нож
Ракел спада међу основне ситоштампарске алатке, јер од његовог квалитета зависи у великој мери квалитет штампе. Састоји се од држача (метални, дрвени) и гуме којом се потискује боја.